# Тана (фильм)

Кадр из фильма «Тана»

Тана (алб. Tana) — албанский чëрно-белый художественный фильм, снятый режиссёром Кристачем Дамо по мотивам одноименной повести Фатмира Юсуфа Гьята на студии «Kinostudio Shqiperia e Re» («Новая Албания») в 1958 году.
Участвовал в конкурсном показе Первого Московского международного кинофестиваля (I ММКФ) 1959 года.

## Сюжет
Любовная мелодрама. Героиня фильма колхозница Тана влюблена в Стефана, живущего высоко в горах Албании. Чувства Таны вызывают ревность у Лефтера и её родного деда, не принимающего новых порядков, связанных с самостоятельным выбором девушки. Но любовь двух молодых людей побеждает все преграды.

## В ролях
- Тинка Курти — Тана
- Наим Фрашери — Стефан
- Петар Гьока — дедушка
- Кадри Роши — Лефтер
- Андон Пано — председатель колхоза
- Виолета Мануши

## Интересные факты
- Фильм «Тана» — дипломная работа режиссёра К. Дамо.
- Первый албанский фильм, полностью снятый албанцами.
- Первый в истории Албании полнометражный кинофильм.
- Первый албанский фильм, в котором есть сцены поцелуев.
- После нескольких месяцев кинопроката, фильм был снят с экранов и подвергся дополнительной цензуре. Сцена поцелуя Таны и Стефана (снятая с 29 дубля) была вырезана из окончательной версии фильма.